# 나승연
나승연(羅承燕, 1973년 6월 23일~ )은 대한민국의 여성 수필가, 프리 랜서 방송MC 겸 저술가이다.

## 이력

### 학력
- 동덕여자고등학교
- 이화여자대학교 불어불문학과(부전공: 영어영문학과) 학사

### 주요 경력
- 1996년 아리랑 TV 기자.
- 2009년 아리랑 TV 기자 직위를 퇴사하고 프리랜서 선언.

## 출연작

### TV 프로그램
- 2013년 아리랑 TV 《Heart to heart》
- 2016년 TvN 《대학 토론 전국 배틀 시즌 6》
- 2016년 EBS 《EBS E 영어 뉴스》

## 저서

### 수필
- 《나승연의 프레젠테이션》(2012년)

## 가족 관계
- 아버지 : 나원찬 (1936년 8월 23일 ~ 2021년 4월 30일)